# Towarzystwo Historii Edukacji
Towarzystwo Historii Edukacji – polskie towarzystwo naukowe z siedzibą w Warszawie, zajmujące się historią edukacji.
Towarzystwo zostało założone w 2000 z inicjatywy historyków edukacji reprezentujących różne ośrodki naukowe w Polsce. Jako członków skupia naukowców akademickich i pozaakademickich, PAN, pedagogów, nauczycieli oraz miłośników historii edukacji niezwiązanych zawodowo z branżą naukową. Statut został zatwierdzony 18 grudnia 2000. 
Według statutu celem działalności organizacji jest inspirowanie, organizowanie i popieranie badań nad dziejami edukacji oraz upowszechnianie ich wyników w społeczeństwie w celu podniesienia jego kultury historycznej i pedagogicznej. Cele te osiągane są poprzez m.in. inicjowanie i prowadzenie badań naukowych, wypowiadanie się publicznie w kwestiach ważnych dla przedmiotu zainteresowania, organizację wykładów i odczytów, zakładanie zbiorów i pracowni, tworzenie kół, sekcji i komisji, ogłaszanie konkursów na prace naukowe, współpracę z uczelniami, organami administracji państwa i innymi instytucjami, a także współdziałanie z pokrewnymi organizacjami w Polsce i poza jej granicami. Obecnie (2018) funkcję prezesa towarzystwa pełni prof. dr hab. Dorota Żołądź-Strzelczyk. We władzach pozostają m.in. profesorowie: Kalina Bartnicka, Władysława Szulakiewicz, Ewa Kula, Krzysztof Jakubiak, Wiesław Jamrożek, Stefania Walasek, Adam Massalski i Barbara Jędrychowska.
Organem towarzystwa jest Biuletyn Historii Wychowania. Towarzystwo wraz z Katedrą Historii Oświaty i Wychowania Uniwersytetu Pedagogicznego w Krakowie przyznaje Nagrodę im. Profesora Czesława Majorka – jest to ogólnopolski konkurs prac magisterskich i doktorskich z zakresu historii edukacji.